# Маджари
Маджа́ри (болг. Маджари) — село в Хасковській області Болгарії. Входить до складу общини Стамболово.

## Населення
За даними перепису населення 2011 року у селі проживали 182 особи, з них 180 осіб (99,4%) — турки.
Розподіл населення за віком у 2011 році:
Динаміка населення: